# Сава Бинбаши
Сава Бинбаши (на гръцки: Σάββας Καμινάρης Φωκιανός) е християнски военен командир от български или гръцки произход, военачалник от общобалкански мащаб, командвал османски и влашки войски, а по време на въстанието „Завера", организирано от Филики етерия (етерията) във Влашко през 1821 г. командвал заедно със Стоян Индже войвода и Тодор Владимир местни влашки, български, сръбски и албански въстаници. Сава е командир на корпус османска редовна войска от 1000 души – бинбашия. Сава Бинбаши загива съсечен на входа на конака в Букурещ, след като с измама е привлечен от Силистренския паша там на 19 август 1821 г.

## Произход – теории
Според български източници Сава е българин, роден в Сливен около 1780 г. Твърди се, че е тъждествен на някой си поп Петров от Елена. или от Читаковци, Габровско Според други източници Сава е грък. Според тези твърдения, Сава е роден на остров Патмос през 1785 г., което означава, че през 1796 г. на 11-годишна възраст той вече е войник във Влашко, а според документите през 1802 г. вече е командир в княжеската войска, което е по-малко вероятно. Негов брат е Генчо (Денчо), като според данни за участието на българи във въстанието от 1821 г. във Влахия, основани на устни предания Бимбаши Сава и Генчи-Ага са братя българи от Сливен. Материал в Букурещкия държавен архив и някои букурещки църковни архиви сочат, че братята са се заселили в село Лупешти в края на 18 век, което по-късно се превръща в предградието на Букурещ Генча. Въз основа на изследвани документи, авторите изтъкват, че братята са взели участие в румънските народни движения под ръководството на Тудор Владимиреску през 1821 г., в които Сава загива. В негова памет Генчо става ктитор на църквата, носеща името му, съществувала в Букурещ между 1820 и 1937 г., впоследствие разрушена. Техен брат е и Панайот, наречен Фукияд, известен и като Фокияно, съратник на Георги Мамарчев, командир на отряд в Българския корпус на полковник Липранди в Руско-турска война (1828 – 1829). Последният има съществен принос в превземането на Силистра и Сливен, в боевете при Шумен и изненадващото превеждане на руската армия през Балкана.

## Военна кариера
Сава излиза хайдутин и действа в Сливенско, Еленско, Габровско, Дряновско и Търновско и по Хаинбоаз, общува с кърджалиите и така се запознава със Стоян, станал известен с прозвището Индже войвода.
През 1796 г. Сава, набрал военен опит, минава отвъд Дунав и става гвардеец при влашките князе. Най-старият открит документ, в който името му е изрично посочено, е от 1802 г. в заповед на фанариотския княз на Молдова Михаил Суцу до войската да се прогони според султановото нареждане Осман Пазвантоглу от Кладово и Неготин – „Срещу Кладово и Видин – кнез Миленко и бинбаши Сава с три хиляди души войници. Сава назначи за командуващи именуваните Яков, комендант на Валево, и Истиян, с няколко хиляди души.“  През май 1802 г. Сава е върнат в Букурещ заради анархията, овладяла княжеството, в което шетат пазвантоглувите еничари и кърджалии водени от Манаф Ибрахим. Влашката княжеска гвардия е държана без заплати и е докарана до метеж, когато конака в Букурещ е нападнат и разграбен. Само намесата на османската редовна войска, дошла от Котрочена предотвратява опожаряването и овладяването на целия град от бунта. Сава вероятно заема водеща роля в народното надигане срещу натрапвания от Високата порта управник. Това потвърждава руския специален емисар Ренский в Букурещ, пишещ, че Бинбашията „се стремял да възглави въстаналата тълпа“ в града и околностите, а избягалият в Австрия Суцу в доклада си до Високата порта направо го сочи заедно с Индже войвода сред лидерите в гражданските междуособици.
След неуспешния метеж Сава напуска Влашко и предлага професионалните си военни услуги обратно отвъд Дунав, като последователно служи при Исмаил Тръстениклиоглу и при еничарите на Мустафа Байрактар в Русе. Именно тук той получава високия чин бинбашия, когато по време на Руско-турската война 1806 – 1812 г.. е възнаграден за проявена храброст. Вероятно се зараждат и съмнения в лоялността му и е наредено „за затягане на дисциплината“ да бъде ликвидиран. Навреме предупреден, Сава отново минава Дунава и постъпва в гвардията на Влашкия княз, но вече с чин каминар. В Букурещ офицерът Сава Каминар става доверено лице на княз Стефан Богориди. По това време при него в Букурещ идва и брат му Генчо Ага, също повишен в чин хилядник.

## Участие въвВлашкото въстаниепрез 1821 година
Сава Бинбаши, командващ значителна редовна войска и доброволци, е един от най-влиятелните военачалници в Дунавските княжества. Той е виден член на етерията и се включва в бойните действия с организирания от него български полк и многобройните вече привлечени извън щата българи волонтири. Командирите на основните местни сили на въстаниците са самият Сава, командващ редовните войски на Влашкото княжество с брат му Генчо Ага, а Стоян волонтир (Индже войвода) с помощника му Кара Кольо, които също са хилядници (бимбаши), са командващи редовните войски на Молдовското княжество, и Тодор Владимир (Владимиреску) е водачът на пандурите от селското влахо-българско опълчение. Външните войски, водени от Ипсиланти, пресичат границата, попълнени с многобройни българи от Бесарабия, Одеса и пр., един български отряд в тяхна помощ води прочутият капитан Георги Мамарчев от Котел, Йоан, братът на Димитър Павлович Ватикиоти също води от Бесарабия „своите българи“, пътьом се включват и още българи от Молдова и Влашко.
Сава Бинбаши държи властта в Букурещ в 1821 г. от смъртта на княза на 15 януари до 16 юни, когато градът е окупиран от турските войски. След обявяване на въстанието Стоян (Индже) и Кара Кольо завземат Молдовската столица Яш, обезоръжават турците, а някои от поробителите са обесени. При манастира „Свети Йоан Кръстител“ е командван полк от 1000 души. Александър Ипсиланти, в чиято „гръцка“ войска не по-малко от 1/3 отново са българи и броят им нараства с напредването в Молдова и Влашко, чак на 6 март (стар стил 22 февруари) 1821 г. пресича река Прут и навлиза в молдавска територия, но отсяда в столицата на Молдова Яш и разпраща прокламация. Влашкият водач Тодор Владимир, в чиито сили също има стотици българи, обаче действа решително след вдигане на бунта, много преди навлизането на Ипсиланти се отправя към Букурещ, но не се решава да влезе в града и се установява на лагер при близкия манастир Котрочени.
В приграничната битка при Галац на 14 май въстаниците са победени, пътят към Букурещ е отворен, но турците не бързат. Сава Бинбаши след като отхвърля няколко изкусителни предложения за висок пост и възнаграждения от Цариград, не виждайки никакво друга перспектива да спаси своите другари, приема поканата да се срещне с командващия турския корпус силистренски паша Хаджи Ахмед в Букурещ, гарантирал му пълна безопасност. На 19 август 1821 г. Сава оставя към 400 от своите кавалеристи извън града и влиза с останалите 600 в него. С 27 от тях се явява пред сараите на турчина, 25 от тях остават на двора, а той с 2 тръгва пешком към конака за срещата, където най-вероломно са нападнати от засада, той прострелян и съсечен на стълбите на входа на конака в Букурещ. Всички дошли с него вероломно са изклани, освен един, който успява да се спаси и да предупреди другарите си. Хората на Сава се защитават храбро и започват улични боеве, преследването и убийствата на съратниците му, както и на други, нямащи нищо общо граждани, продължават още цял ден и се превръщат в погром над града. За всяка донесена отрязана глава Хаджи Ахмед Кехая бей плаща по една златна махмудия награда, клането е прекратено „за икономия“ , за да не се плащат още пари, след като хаджи Кара Ахмед преброил донесените му стотици отрязани глави. Отсечените глави на Сава и на двамата му съратници са пратени в Цариград и сложени на показ там за поругание от турците и всяване на страх у поробената рая.
За храбрия българин, убит от турците, и неговия съюзник Тодор Владимир, убит от гърците, офицерът от руските тайни служби полк. Липранди пише:„Кой от билите тогава в Бесарабия и особено в Кишинев не помни непрекъснатите повтаряния: „Пом, пом, помиерами, пом“ и „Фронзе верде, шалала, Сава Бимбаша!“. Първата беше съчинена като алегория за предателското умъртвяване на водача на пандурското въстание Теодор Владимиреску по разпореждане на княз Ипсиланти край Търговище. Втората за също така предателското убийство на известния както преди, така и по време на етерията извънредно храбър Бимбаши Сава, родом българин, подготвил освободителното движение на българите, от което Ипсиланти не можа да се възползува“
На 23 септември в схватката при манастира Секу е унищожена и последната гръцка чета. Историкът и сам участник в гръцката революция Йоанис Филимод пише: „Гърция се роди в сраженията при Галац, Драгашани, Скулени и Секу със загубата на многобройни свои храбри и скъпи чада и на единоверците братя сърби и българи: те всички загинаха със смъртта на герои.“.
Участието на Сава Бимбаши, Стоян Инджето и Кольо байрактар в това въстание народът е възпял в не една епична песен:
„Де са е чуло ѝ видяло българе глава да дигнат,
със царя бой да са бият, от царя земя да земат,
като ми Сава Бимбаши, Инджето, Индже войвода и Кольо кючук байрактар!“ 
След гибелта на Сава брат му Генчо Ага заедно с оцелелите му другари издигат в негова памет в Букурещ храм на едноименния светец, съществувал до 1937 г., а районът на столицата, в който са живели, се казва квартал „Генча“ (Ghenchea). Днес тук е седалището на най-известния в Румъния спортен клуб – „Стяуа“. За това колко значима е ролята на Сава Бимбаши в станалите революционни събития красноречиво говори, че в Османската империя те често са наричани не някак другояче, а именно – „Сава кавкъсъ“ и „Сава мурабе“, също както за Кримската война са казвали „Севастопол мурабе“ и „Севастопол кавгасъ“.